# كنغر شجري
الكنغر الشجري أو كنغر الشجر (الاسم العلمي: Dendrolagus)، هو جنس من الثدييات الجرابيات يتبع فصيلة الكنغريات ضمن رتبة ثنائيات الأسنان الأمامية. يكثر تواجدها في الغابات الاستوائية في بابوا غينيا الجديدة وشمال شرق كوينزلاند وبعض جُزر المنطقة. تُعتبر إحدى الأجناس المُهددة بالانقراض بسبب الصيد وتدمير الموائل. يضم حوالي 12 نوعاً. ويُذكر أن كنجر الشجر يتراوح وزنه بين 6-7 كجم.

## معرض صور

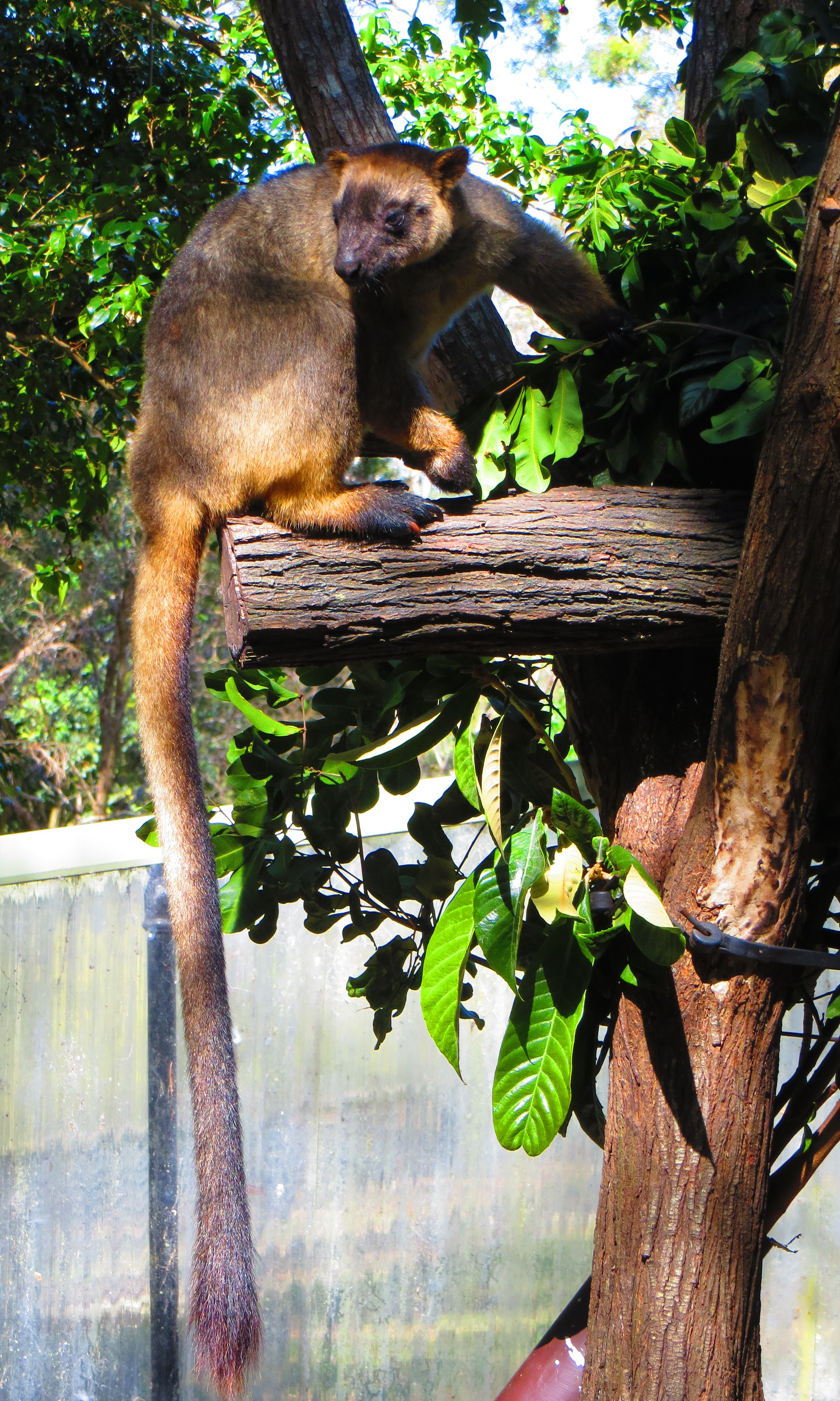
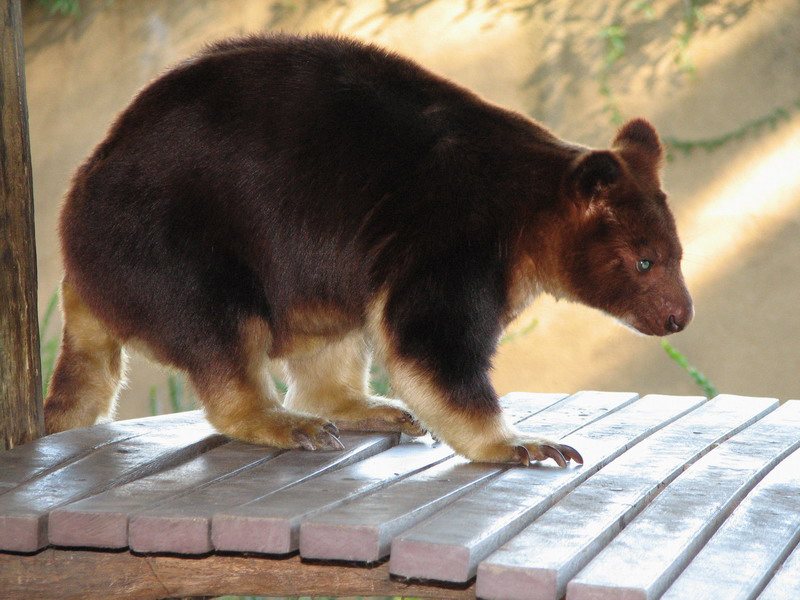
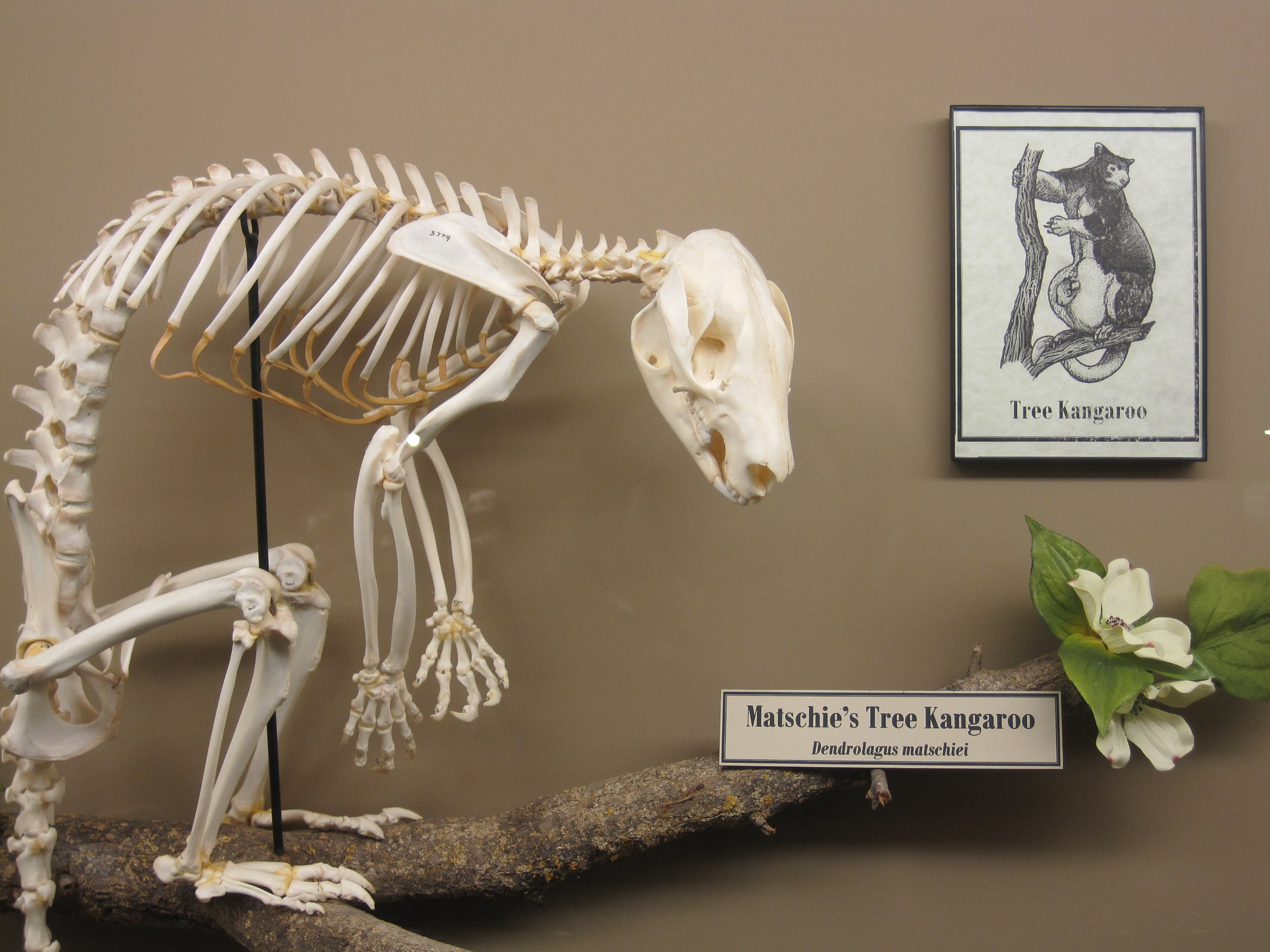
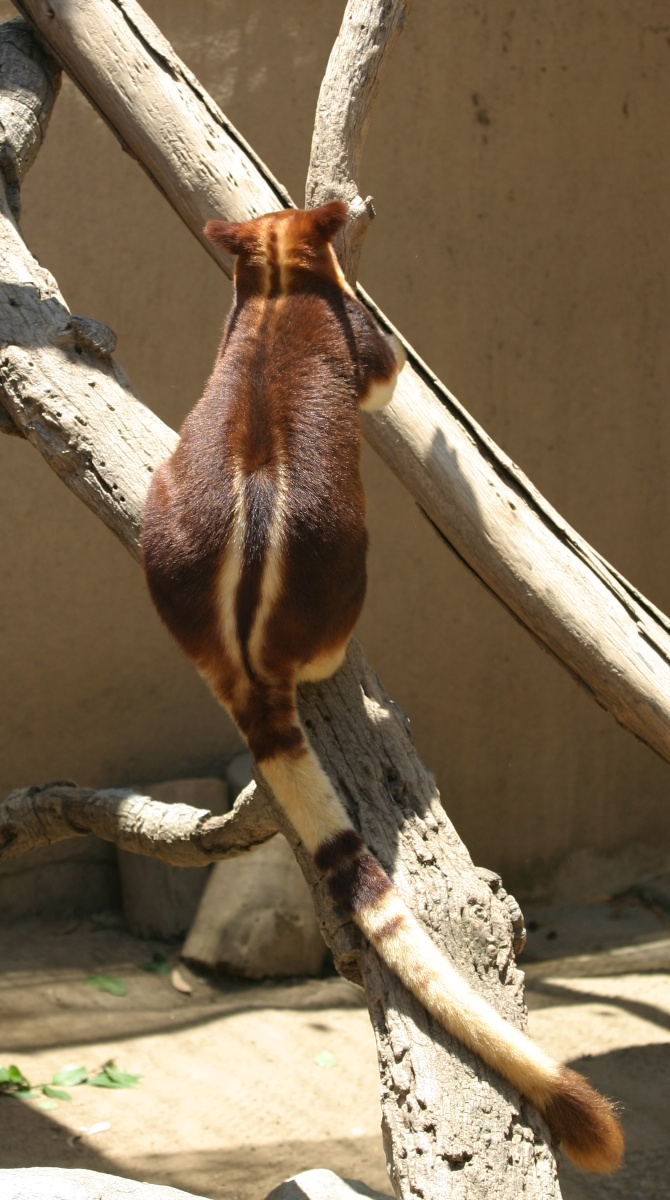